# Società antischiavista italiana
La Società antischiavista italiana, a volte chiamata Società antischiavista d'Italia, nacque a Roma nel 1889, promossa da Filippo Tolli che ne rimase presidente fino alla morte e che riunì anche altre associazioni simili sorte in varie parti d'Italia.
Era stato il cardinale Charles-Martial-Allemand Lavigerie a suscitare anche in Italia il problema della schiavitù nei paesi a maggioranza musulmana e papa Leone XIII aveva emanato sulla materia nel maggio 1888 l'enciclica In Plurimis.
Segretario della nuova associazione fu nominato Attilio Simonetti e vi aderirono le migliori menti romane e italiane impegnate nell'apostolato cattolico e nella politica.
Assistente ecclesiastico e protettore divenne poi il cardinale Michele Lega.
La società promosse molte battaglie contro lo schiavismo, liberando con i denari della società stessa provenienti da soci e benefattori, numerosi schiavi, e fondò alcuni villaggi in Africa.
Erano gli anni dell'espansione coloniale italiana in Somalia, affidata dapprima alla Società Filonardi e poi alla Società del Benadir, che fu oggetto di un'inchiesta parlamentare proprio per le sue connivenze con lo schiavismo. La Società antischiavista italiana si occupò della cosa, soprattutto come testimone della gravità della situazione.